# Panzer-Division Tatra
La Panzer-Division Tatra (divisione corazzata "Tatra") fu una formazione corazzata tedesca della seconda guerra mondiale. Prima di essere rinominata 232. Panzer-Division, cambiò nome in Panzer-Feldausbildungs-Division Tatra (traducibile come "campo divisionale corazzato di formazione Tatra").

## Storia

### Panzer-Division Tatra
La Panzer-Division Tatra prese vita verso la fine dell'agosto 1944 in Slovacchia, più precisamente a Malacky, grazie al personale sottratto alla 178. Panzer-Division. Subito la divisione fu impiegata per reprimere l'insurrezione slovacca e in seguito venne stanziata in Moravia Meridionale con compiti antipartigiani. In settembre alcuni suoi effettivi, ancora in fase di addestramento, passarono alla 1. Panzer-Division mentre a dicembre il nome Panzer-Division Tatra mutò in Panzer-Feldausbildungs-Division Tatra.
A gennaio 1945 il comandante Friedrich-Wilhelm von Loeper fu sostituito dal generalmajor Hans-Ulrich Back e la divisione era in seno al Gruppo d'armate Sud, sempre in Slovacchia, e il 21 febbraio cambiò nuovamente nome in 232. Panzer-Division.

### 232. Panzer-Division
| Luogo   | Periodo             |
| Austria | feb 1945 - mar 1945 |

Creata il 21 febbraio 1945 in Slovacchia dal cambio di nome della Panzer-Division Tatra, a marzo entrò in linea a Esztergom e Raab, lungo il Danubio, inquadrata della riserva dello Heeresgruppe Süd, per poi passare il 21 marzo nella riserva dell'8ª armata. Alla fine del mese era passata al I. SS Panzerkorps Leibstandarte (1º corpo corazzato Leibstandarte) che la usò in combattimento nella testa di ponte del fiume Rába, dove venne completamente distrutta dall'Armata Rossa il 1º aprile 1945.
Unico comandante dell'unità, dalla nascita alla fine della divisione, fu il generalmajor Hans-Ulrich Back.

## Ordine di battaglia

### Panzer-Division Tatra
- Stab (quartier generale)
- 82. Panzergrenadier und Ausbildungs-Regiment
- 85. Panzergrenadier und Ausbildungs-Regiment
- Artillerie-Abteilung Tatra (battaglione d'artiglieria "Tatra")
- Panzerjäger-Kompanie Tatra (compagnia anticarro "Tatra")
- Pionier-Kompanien (compagnia del genio militare)
- Feldersatz-Bataillon Tatra (battaglione rimpiazzi "Tatra")
- Versorgungstruppen (Unità di servizi e supporto)

### 232. Panzer-Division
- Stab
- 101. Panzergrenadier-Regiment (101º reggimento panzergrenadier)
- 102. Panzergrenadier-Regiment
- Panzer-Abteilung Tatra (battaglione corazzato "Tatra")
- schwere Panzerjäger-Kompanie Tatra (compagnia anticarro pesante "Tatra")
- Artillerie-Abteilung Tatra
- Flak-Batterie Tatra (batteria contraerea "Tatra")
- 1. und 2. Pionier-Kompanie (motorisiert) (1ª e 2ª compagnia motorizzata del genio)
- Panzer-Nachrichten-Kompanie (motorisiert) (compagnia corazzata motorizzata trasmissioni)
- Divisions-Versorgungs-Kompanie (motorisiert) (compagnia motorizzata per il supporto divisionale)